# Arròs Sénia

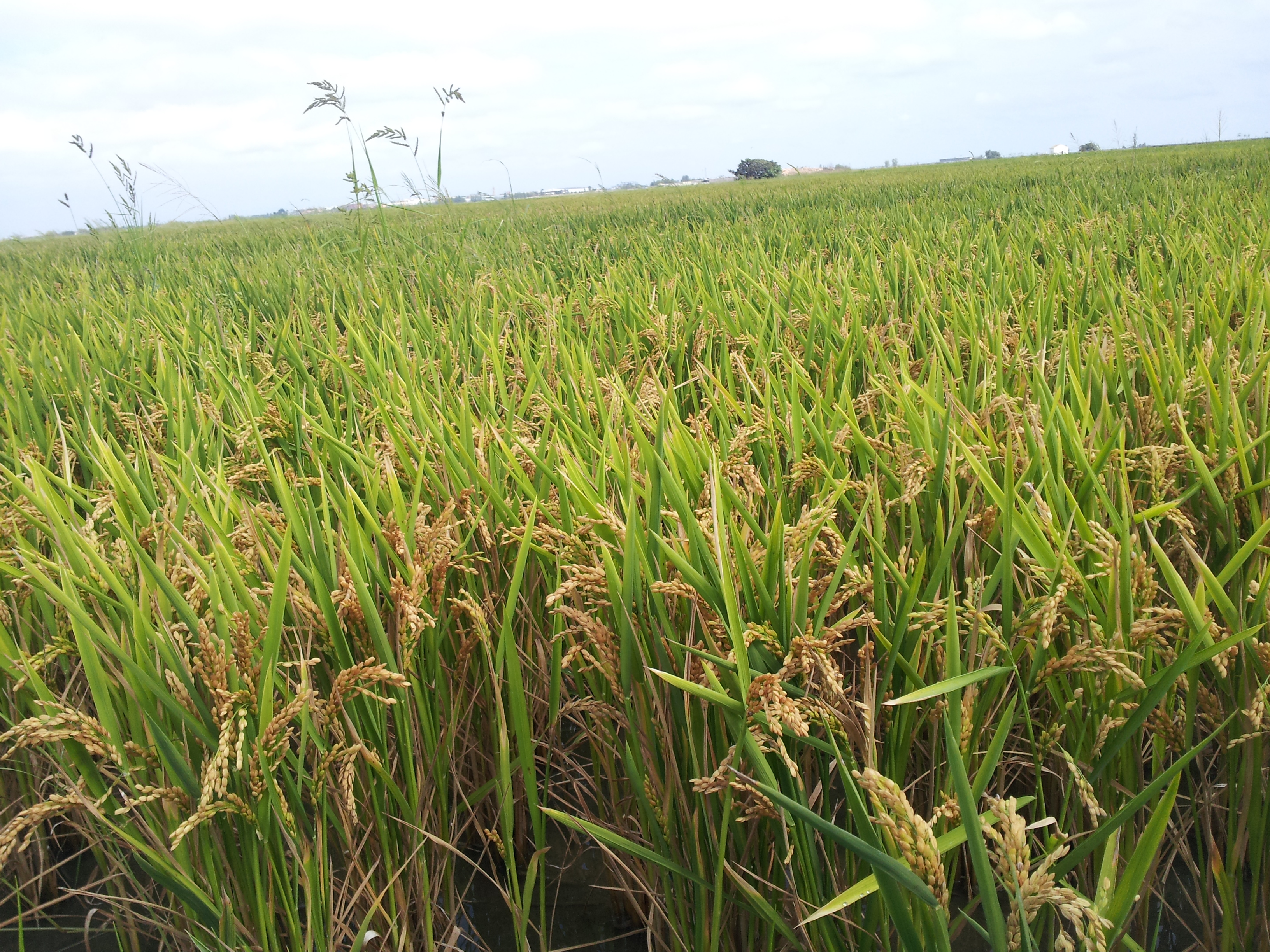
Camp d'arròs a la Marjal de Sollana, amb varietats que han substituït el Sénia, com el Fonsa, Gleva o el J. Sendra.

L'arròs sénia és una varietat d'arròs de gra mitjà o semillarg apareguda a la dècada de 1980 al Departament d'Arròs de Sueca. Posseeix certes semblances organoléptiques amb la varietat badia, de la qual prové. L'arròs sénia és molt típic en els plats d'arròs de cuina valenciana, entre ells la paella. Es troba emparat pel consell regulador del D.O. Arrossos de València. Pel que fa al seu cultiu, és una varietat especialment resistent a la pyriculialosis.
Tot i que arribà a representar el 95% del total de l'arrossar valencià, des de mitjans de la dècada dels 2000, el seu cultiu va anar abandonant-se pel seu baix rendiment en comparació amb altres varietats de característiques semblants, com el Gleva, J. Sendra, Fonsa o Montsianell, que són varietats germanes del Sénia. Estes varietats, obtingudes a partir de les varietats Sénia i Badia, generalment es classifiquen com a Arròs Sénia, ja que, tot i ser tècnicament noves varietats, mantenen característiques semblants.

## Característiques
Aquesta varietat d'arròs se sol conrear a València, el Delta de l'Ebre i Sevilla. És un arròs amb un alt contingut en amilopectina i per esta raó posseeix una gran capacitat per absorbir sabors d'altres aliments, bé siguen carns o marisc. El baix contingut d'amilosa fa que sigui un arròs poc pegalós. Després de la cocció aporten una textura cremosa. Este arròs posseeix poca resistència a la cocció i se sol passar (és a dir obrir-se) amb certa facilitat. És per esta raó per la qual ha de conèixer-se ben els seus temps de cocció i la ràtio aigua/arròs. L'arròs sénia absorbeix 200 g d'aigua per cada 100 g d'arròs (una ració aproximada d'una persona), és a dir que duplica el seu pes en aigua absorbida. Resulta ideal en plats d'arròs sec i melós.